# さいたま市立浦和大里小学校
さいたま市立浦和大里小学校（さいたましりつ うらわおおさとしょうがっこう）は、埼玉県さいたま市南区にある公立小学校。 2028年度までに沼影小学校と内谷中学校と統合再編されて設置される「武蔵浦和学園義務教育学校（仮称）」の前期課程（小学1年から小学4年にあたる義務1年から義務4年まで）の校舎の一つとなる（予定）。

## 概要
- 校舎は4階建てである。
- 特別支援学級「ひまわり」が設置されている。

## 規模
- 2014年度 - 児童数866人・26学級
- 2019年度 - 児童数878人・27学級

## 沿革
- 1977年（昭和52年）4月1日 -　浦和市立別所小学校の学区から分離独立し、浦和市立大里小学校が開校。
- 1977年 (昭和52年) 7月13日 - 校舎落成式が行われる。[1]
- 1986年 (昭和61年) 11月22日 - 開校10周年記念式典が行われる。
- 1996年 (平成8年) 6月29日 - 開校20周年記念式典が行われる。
- 2001年（平成13年）5月1日 - さいたま市誕生により、さいたま市立浦和大里小学校に改称。[2]
- 2003年（平成15年）3月14日 - 校舎東側に4階建て8教室を増築。
- 2006年 (平成18年) 12月1日 - 開校30周年記念式典が行われる。
- 2016年 (平成28年) 4月1日 - 特別支援学級「ひまわり」が開設される。

## 校歌
- 作詞・作曲 - 小椋 佳
- 編曲 - 川辺 真

## 行事
- 4月 - 入学式・離任式
- 5月 - 運動会
- 6月 -
- 7月 -夏休み
- 8月 -夏休み
- 9月 -
- 10月 -
- 11月 - 音楽会
- 12月 -
- 1月 -
- 2月 -
- 3月 - 卒業式

## 委員会
- 計画
- 図書
- 保健
- 掲示
- 運動
- 放送
- 美化
- 栽培
- 給食
- 飼育

## クラブ活動
スポーツ
- サッカー
- ボール
- 運動
- バドミントン
- 卓球
- ダンス
- 縄跳び・乗り物

室内
- コンピューター
- 調理
- 手芸
- マンガ・イラスト
- 読書
- 理科
- 囲碁・将棋・ゲーム
- 鉄道

## 学区
- 白幡5丁目（15番14号～15番29号）
- 別所6丁目（14番～最終番地）、別所7丁目（11番～最終番地）
- 沼影1丁目（8番～8番20号・8番23号～10番）
- 関1丁目、関2丁目
- 鹿手袋2丁目、鹿手袋3丁目、鹿手袋4丁目、鹿手袋5丁目、鹿手袋6丁目、鹿手袋7丁目

## アクセス
- JR埼京線・武蔵野線 武蔵浦和駅から徒歩4分

## 関係者

### 卒業生
- 町田也真人（プロサッカー選手）
- 松岡洸希（プロ野球選手）